# Erigenia
- Commons
- Wikispecies

Erigenia é um género botânico pertencente à família Apiaceae.